# كيث وليامز
كيث وليامز (بالإنجليزية: Keith Williams)‏ (14 يناير 1937 - ) هو لاعب كرة قدم بريطاني.